# NGC 3568
NGC 3568 је спирална галаксија у сазвежђу Кентаур која се налази на NGC листи објеката дубоког неба.
Деклинација објекта је - 37° 26' 56" а ректасцензија 11h 10m 48,4s. Привидна величина (магнитуда) објекта NGC 3568 износи 12,3 а фотографска магнитуда 13,0. Налази се на удаљености од 26,665 милиона парсека од Сунца. NGC 3568 је још познат и под ознакама ESO 377-20, MCG -6-25-9, IRAS 11084-3710, PGC 33952.